# Soldatenkruis
Het Soldatenkruis, (Frans: "Croix du combattant") is een Franse onderscheiding die na de Eerste Wereldoorlog werd ingesteld. Het is sindsdien blijven voorbestaan als onderscheiding voor wie daadwerkelijk voor Frankrijk heeft gevochten. Dit kruis werd en wordt dus niet uitgereikt voor verdiensten áchter de gevechtslinie.
De Franse regering begreep dat het land de frontsoldaten die de Eerste Wereldoorlog hadden overleefd veel verschuldigd was. Georges Clemenceau zei "Ils ont des droits sur nous". Frankrijk eerde de soldaten met onderscheidingen maar ook met bijzondere pasjes zoals de "carte du combattant".. Deze pas werd ook aan de veteranen van de Frans-Duitse Oorlog en de eerdere koloniale oorlogen uitgereikt. Drie jaar later, op 28 juni 1930 volgde ook een tastbaarder eerbewijs, in de vorm van dit kruis. Een jury koos voor het draagteken een ontwerp van de oud-strijder M. Doumenc.
De dragers kregen van de Franse regering geen diploma, wel waren er diploma's die door allerlei veteranenbonden werden uitgegeven.

## De privileges van de kaarthouders
De drager van de kaart krijgt allerlei voordelen en voorrechten, zoals:
- Het dragen van het Soldatenkruis
- Een pensioen van € 609,40 (waarde op 01-07-2011) per jaar
- Pensioen- en belastingvoordelen
- Lidmaatschap van de Nationale O.N.A.C. (verlichting, leningen, school rehabilitatie, enzovoort)
- Periodes van gevangenschap, mobilisatie en militaire dienst in tijd van oorlog tellen mee in de berekening van het pensioen
- Hogere uitkeringen
- Het recht om met de Franse driekleur op de kist begraven te worden

Ook de weduwe van een oud-strijder heeft een bijzondere rechtspositie en een op naam van de "veuve d'un ancien combattant" gestelde kaart.

## Onderscheiding

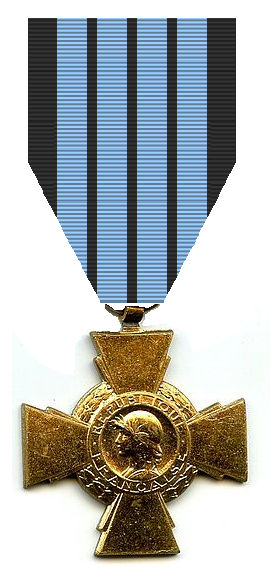
Het verboden Soldatenkruis van Vichy-Frankrijk

Dit bronzen kruis pattée is op een lauwerkrans gelegd en draagt een centraal medaillon waarop Marianne, zinnebeeld van de Franse republiek met Frygische muts en lauwerkrans is afgebeeld. Op de ring rond het medaillon staat "REPUBLIQUE FRANÇAISE".
De keerzijde toont een zwaard in een stralenkrans en de woorden "CROIX DU COMBATTANT".
De eerste kruisen dragen op de achterzijde de jaartallen "1914-1918", de verboden vichykruisen dragen de jaartallen "1939-1940" en de kruisen van na de Tweede Wereldoorlog de jaartallen "1939-1945".
Het kruis wordt aan een blauw lint met dunne verticale rode strepen op de linkerborst gedragen.
Op 28 maart 1941 stelde de regering van Maarschalk Pétain in Vichy een "Soldatenkruis 1939-1940" (Frans: "Croix du Combattant 1939-1940" in. Het lint waarin dit kruis werd gedragen was anders dan voorheen, men koos voor een lichtblauw lint met vier zwarte strepen en brede zwarte biezen. Op de keerzijde staan de jaartallen "1939-1940". De met Hitler-Duitsland collaborerende regering streed in Afrika en Syrië tegen de Vrije Fransen van Charles de Gaulle en de geallieerden.
De Franse regering in Londen verbood het dragen van dit kruis al op 7 januari 1944. Dat Franse soldaten in Syrië tegen andere Fransen hebben gevochten is in Frankrijk iets waar men zich voor schaamt. Ook het dragen van andere onderscheidingen van de Vichy-regering werd door de regering van De Gaulle verboden.

## Het kruis na 1945
In 1948 werd in een decreet vastgelegd dat ook de veteranen van het front tijdens de Tweede Wereldoorlog voor de pas en het Soldatenkruis in aanmerking kwamen. Voor de veteranen die beide wereldoorlogen aan het front hadden gevochten waren geen gespen, sterren of andere onderscheidingstekens voorzien. In 1952 breidde een Franse wet deze voorrechten uit tot de veteranen van de Eerste Indochinese Oorlog en de Koreaanse Oorlog.
Op 9 december 1974 kregen ook andere veteranen recht op het kruis en de kaart. De wet noemde "operaties in Noord-Afrika tussen 1 januari 1952 en 2 juli 1962". De Franse regering was nog niet bereid om van een Algerijnse Oorlog te spreken.
Op 12 januari 1994 werd de pas (en daarmee ook het kruis) toegekend aan veteranen van vredesoperaties en allerlei conflicten zoals die in Afghanistan, Cambodja, Kameroen, de Golfoorlog, Libanon, Madagaskar, de Suez-crisis, Somalië, de Centraal-Afrikaanse Republiek, Tsjaad, (voormalig) Joegoslavië en Zaïre.
Aan toekenning van kaart en kruis worden de volgende voorwaarden gesteld:
Negentig dagen dienst in een als gevechtseenheid erkend onderdeel van het Franse leger of negentig dagen krijgsgevangenschap. Wanneer een militair eerder van het front moest worden teruggetrokken wegens een daar opgelopen ziekte of een verwonding wordt deze termijn buiten beschouwing gelaten.
Ook een eervolle vermelding wegens betoonde moed in een dagorder, dan maakt de militaire eenheid geen verschil, directe betrokkenheid in vijf vuurgevechten, een tijdens de dienst opgelopen verwonding of gevangenschap door een vijand die de regels van de Conventie van Genève niet respecteert doen een militair voor kaart en kruis in aanmerking komen.

## Protocol
Wanneer men op uniformen geen modelversierselen draagt is een kleine rechthoekige baton in de kleuren van het lint voorgeschreven. De medaille wordt ook als miniatuur gedragen op bijvoorbeeld een rokkostuum.